# Serber i Kroatien
Serber i Kroatien (kroatiska: Srbi u Hrvatskoj, serbiska: Срби у Хрватској/Srbi u Hrvatskoj), även kallade kroatienserber (kroatiska: hrvatski Srbi, serbiska: хрватски Срби/hrvatski Srbi) är en etnisk minoritet i Kroatien. Serberna är sett till antalet personer Kroatiens största minoritet. De erkänns i den kroatiska grundlagen som en av landets 22 nationella minoriteter och har som sådana rätt till politisk representation i Kroatiens parlament. I folkräkningen år 2011 uppgick antalet serber i Kroatien till 186 633 personer eller 4,36 procent av landets totala befolkning. Förr har de varit betydligt fler. I folkräkningen år 1971 levde 626 789 serber (14,2 procent av den totala befolkningen) och 379 057 jugoslaver (endast 176 enligt folkräkningen 2001) i den då jugoslaviska delrepubliken Kroatien. I samband med Kroatiens självständighetsfärklaring och det påföljande kroatiska självständighetskriget (1991–1995) lämnade eller flydde majoriteten av den serbiska befolkningen landet (se Operation Blixt och Operation Storm).
Kroatienserberna är i allmänhet ortodoxt kristna och serbiska är jämte italienska det största minoritetsspråket i Kroatien. De flesta serber i Kroatien härstammar från de serbiska flyktingar som på 1500- och 1600-talet emigrerade från dagens Serbien (då en del av Osmanska riket) till det som idag utgör Kroatien (då en del av Habsburgska monarkin).

## Historia
Majoriteten av serberna i Kroatien härstammar från de serber som i stor skala flydde Serbien i slutet på 1600-talet då större delen av Balkan styrdes av det Osmanska riket. Kroatien var en del av det Habsburgska riket och ansågs vara en säker tillflyktsort för de serbiska emigranterna. Denna utflyttning kallas för "Den stora serbiska folkvandringen" (Velika seoba Srba) och ägde rum 1683-1699. Dessa emigranter var dock inte de första serber att bosätta sig i dessa områden. 

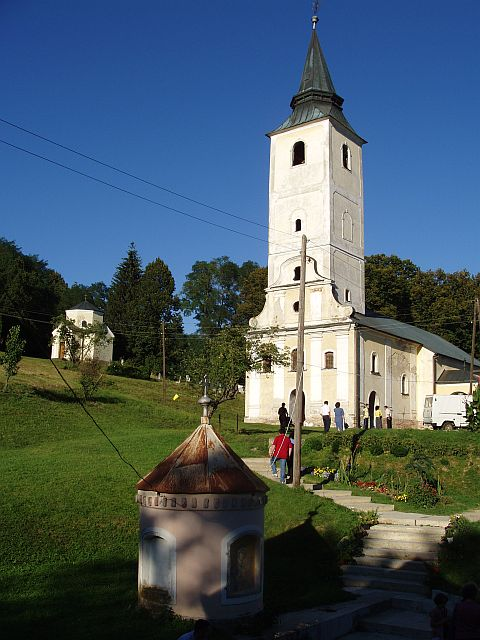
Serbisk-ortodoxa klostret Lepavina, byggt 1550

### Medeltiden
Den bysantinske kejsaren Konstantin VII Porfyrogennetos skriver i sitt verk De administrando imperio år 950 att okristna serber levde i Paganien (Narenta), mellan Dubrovnik och Omiš i dagens Kroatien (inklusive städer som Split och Imotski och öarna Hvar, Brač, Vis) Dalmatien. De fanns även i Zahumlje (Zachlumoi) och Konavle, områden i södra Kroatien.
Flera serbisk-ortodoxa kloster i Dalmatien som byggdes på medeltiden visar också att serber levt där innan den stora folkvandringen. Det äldsta klostret, Krupa, började byggas år 1317 av Serbiens kung Stefan Uroš II Milutin. Klostret stod färdigt 1346 på Stefan Uroš IV Dušans tid, vars syster Jelena som var gift med den kroatiska banen Mladen Šubić, uppförde klostret Krka samma år. Några andra ortodoxa kloster som byggdes innan den stora folkvandringen är Dragović (1395), Lepavina (1550) och Gomirje (1600), som är det västligaste ortodoxa klostret i Europa.
I Slavonien ägde serbiska despotar på 1400-talet markområden och fick titeln baron av kungariket Ungern.

### Tidig modern tid
På 1600-talet pågick krig mellan Habsburgska och Osmanska riket i dagens Kroatien. Kroatien utgjorde vid denna tidpunkt det Habsburgska rikets sydligaste utpost och osmanerna initierade ofta militära operationer från vad som idag är Serbien och Bosnien-Hercegovina. Många kroater lämnade därför sina hem, vissa flyttade även ut från Kroatien (exempelvis burgenlandkroaterna). Där bosatte därefter osmanerna valaker och serber. Valakerna assimilerades senare av serberna.

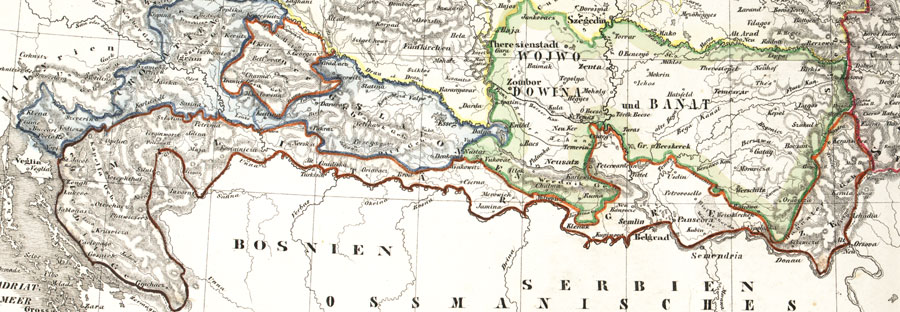
Karta över Militärgränsen

I områdena som gränsade till Bosnien och Serbien, det vill säga till Osmanska riket, upprättade Habsburgska riket Militärgränsen (Vojna Krajina). Den österrikiska kronan lät serber från osmanskkontrollerade områden bosätta sig där på villkor att de skulle skydda gränsen från osmanska anfall. Serberna fick först tjäna en tid i habsburgska armén, därefter fick de mark. Serberna fortsatte befolka området ända in på 1800-talet, flyendes från osmanerna som inte gav dem tillräckliga rättigheter och pressade dem att konvertera till islam. Militärgränsen utgjorde en båge runt Bosnien och in i dagens Vojvodina och fungerade som en politisk enhet separat från kungariket Kroatien som var en administrativ enhet inom Habsburg ända till 1881 då området införlivades i det "civila Kroatien". Större delen av detta område kallas senare Krajina vilket på sydslaviska språk kan översättas till gränsland. Serberna utgjorde vidare en stor majoritet i Krajina ända till Jugoslaviens kollaps på 1990-talet.

### Andra världskriget
Under andra världskriget ockuperade axelmakterna Jugoslavien och fascistiska Oberoende staten Kroatien etablerades. Serberna diskriminerades och dödades i koncentrationsläger tillsammans med judar och romer. Det största koncentrationslägret var Jasenovac. Serbiska och judiska källor talar om att 300 000-500 000 människor dödades i lägret medan kroatiska källor oftast uppger betydligt lägre siffror. Enligt United States Holocaust Memorial Museum dödades mellan 45 000 och 52 000 serber enbart i Jasenovac och 330 000-390 000 i Kroatien och Bosnien.
En del serber organiserade sig i Četnikrörelsen som bekämpade tyskarna och de kroatiska nazisterna men även utförde krigsförbrytelser mot civila kroater.

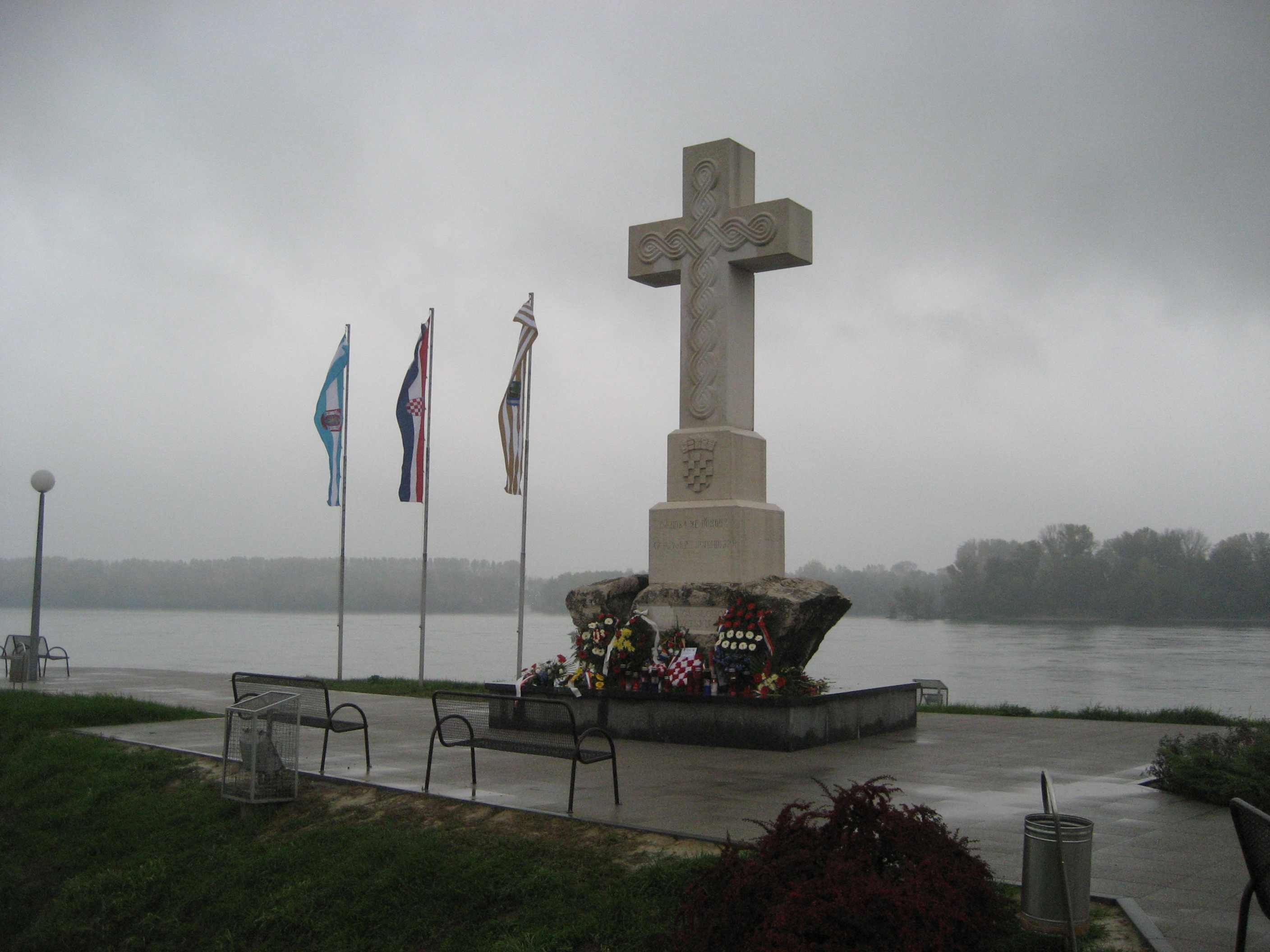
Minnesplats för de stupade försvararna av Vukovar

### Kroatiska självständighetskriget
När Kroatien förklarade sig självständigt från Jugoslavien på 1990-talet följde det Kroatiska självständighetskriget. Serberna tog kontroll över Krajina och etablerade Serbiska republiken Krajina med hjälp av den jugoslaviska armén (JNA) som varade till 1995. Serberna utförde etnisk rensning och den kroatiska och ickeserbiska befolkningen fördrevs. Uppskattningsvis 80 000-150 000 kroater och ickeserber fördrevs av de serbiska rebellerna [källa behövs]. De flesta kroater flydde till regeringskontrollerade områden. Stridigheterna var dock inte begränsade till Krajina. Serberna angrep även städer utanför Krajina som hade en kroatisk befolkningsmajoritet. Bland annat angreps civila mål i samband med raketattackerna mot Zagreb med flera dödsoffer som följd. Likaså angreps och belägrades Dubrovnik i sydligaste Kroatien. Historiska och kulturella mål bombades och attackerna krävde åtskilliga civila offer. Striderna var intensivast i staden Vukovar vid gränsen till Serbien där hundratals civila kroater mördades. Den 12 mars 2009 dömde en serbisk domstol 13 serber för krigsförbrytelser i samband med massakern Ovčara utanför Vukovar då serbiska styrkor torterade och mördade drygt 200 kroater. Sedan parterna misslyckats med att uppnå fred genomförde Kroatien under 1995 militära operationer för att återta Krajina. En stor del av den serbiska befolkningen flydde under Operation Blixt och Operation Storm, då Kroatien övertog det serbhållna området. Uppskattningsvis flydde 250 000 till Serbien, Republika Srpska och andra delar av världen. År 1991 levde det enligt folkräkningen 580 000 serber i Kroatien. Idag uppgår den serbiska minoriteten till knappt 200 000 personer.
Tre kroatiska generaler, däribland Ante Gotovina, ställdes inför rätta av den Internationella krigsförbrytartribunalen för det forna Jugoslavien, anklagade för att ha planerat och utfört etnisk rensning under Operation Storm. De tre frikändes sedan rätten funnit dem oskyldiga till samtliga åtalspunkter. De kroatienserbiska ledarna Milan Martić och Milan Babić dömdes av krigsförbrytartribunalen för krigsförbrytelser och brott mot mänskligheten.

## Politik

Serbiska republiken Krajinas flagga.

### Politisk representation
I det parlamentariska valet som hölls den 25 november 2007 fick den serbiska minoriteten tre platser i parlamentet och en ministerpost. Serberna tillhör därmed den mest representerade minoriteten i det kroatiska parlamentet (Sabor) och den enda minoriteten som innehar en ministerpost. Övriga minoriteter (21 stycken) delar på totalt fyra representanter.
De tre serbiska representanterna i det kroatiska parlamentet kommer alla från SDSS, Samostalna demokratska srpska stranka (Serbiska självständiga demokratiska partiet). 
Minister:
- Slobodan Uzelac, vice premiärminister och minister för departementet för regional utveckling, rekonstruktion och flyktingåtervändande[30].

Parlamentsledamöter:
- Milorad Pupovac, SDSS (Självständiga demokratiska serbiska partiet) [29]
- Ratko Gajica, SDSS (Självständiga demokratiska serbiska partiet) [29]

## Befolkning

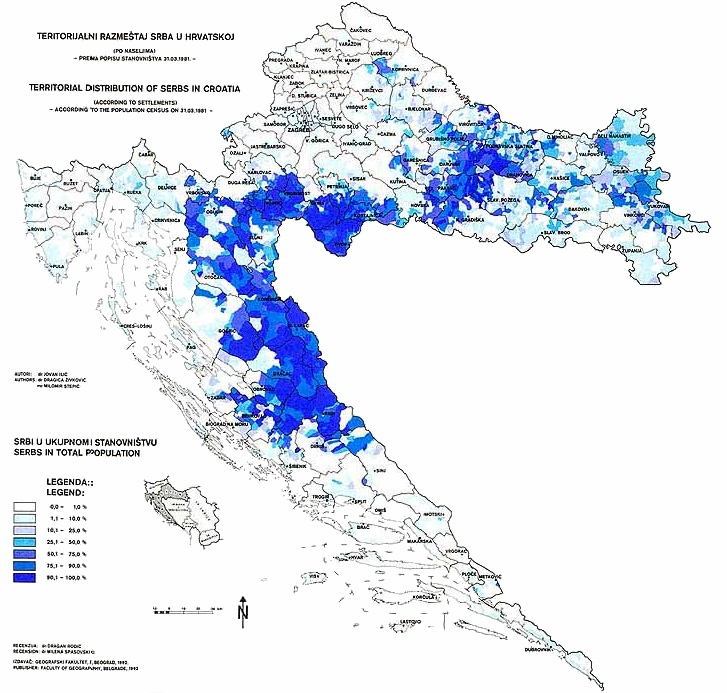
Serbbefolkade områden i Kroatien enligt folkräkningen 1981.

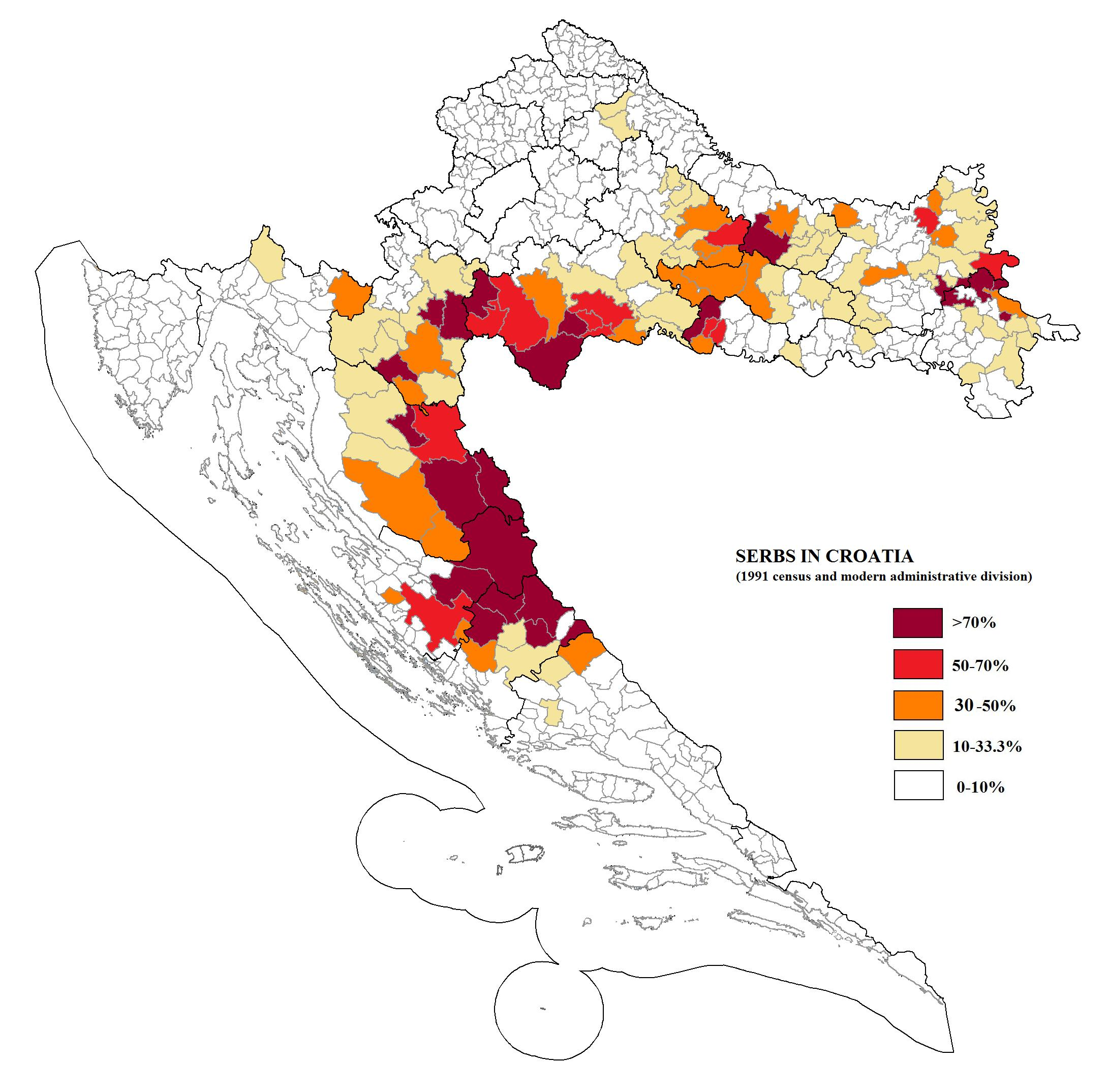
Serbbefolkade områden i Kroatien enligt folkräkningen 1991.

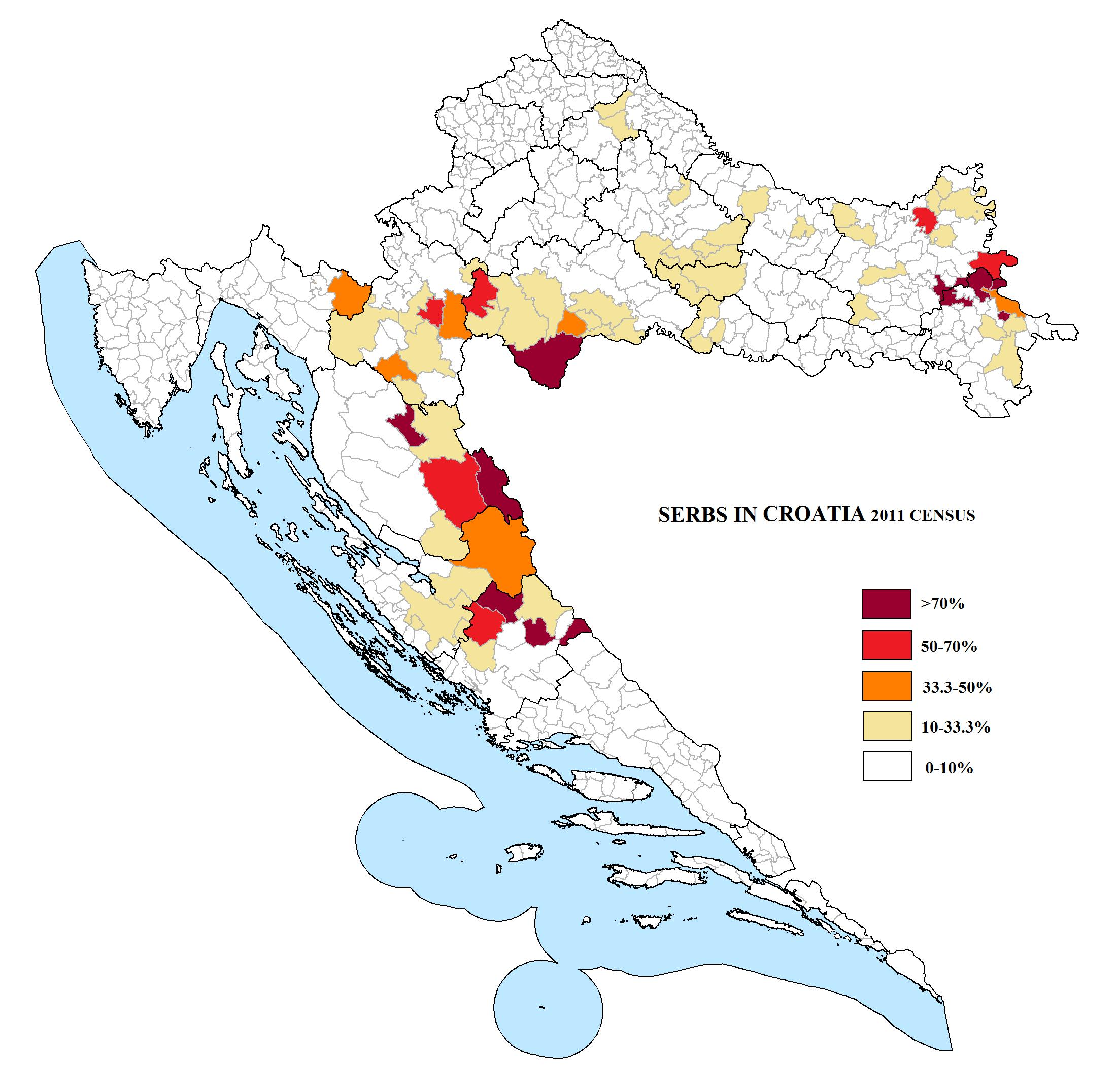
Serbbefolkade områden i Kroatien enligt folkräkningen 2011.

Serberna bor framförallt i regionerna Banovina, Lika, Kordun, Slavonien, Baranja, västra Srijem samt norra Dalmatien. 2001 fanns det 16 kommuner i Kroatien med serbisk majoritet: Dvor, Gvozd (Vrginmost), Krnjak, Donji Lapac, Vrhovine, Erdut, Jagodnjak, Šodolovci, Biskupija, Civljane, Ervenik, Kistanje, Borovo, Markušica, Negoslavci och Trpinja.
I fyra av Kroatiens län bestod befolkningen till minst 10 procent av serber: Vukovar-Srijems län, Sisak-Moslavinas län, Karlovacs län samt Lika-Senjs län.
Enligt folkräkningen 2001 bodde det 201 631 serber i Kroatien, vilket motsvarar 4,5 procent av landets totala befolkning . I folkräkningen 2011 uppgick den serbiska befolkningen till 186 633 personer eller 4,38 procent av den totala befolkningen.

### Befolkningshistorik
Enligt folkräkningen 1991 levde det 581 663 serber i Kroatien, vilket motsvarade 12,2 procent av befolkningen. Vid folkräkningen 1971 hade Kroatien 626 789 registrerade serber, vilka utgjorde 14,2 procent av befolkningen . 

### Flyktingsituationen
Spänningarna mellan kroater och serber minskar allt mer men vissa problem kvarstår. De två största problemen är att det händer att serberna utsätts för diskriminering, både på lokal och myndighetsnivå, samt att tusentals återvändande flyktingar inte har blivit kompenserade för deras förluster i kriget. Nya lagar införs för att eliminera diskrimineringen men det tar tid att genomföra dem i praktiken. På senare tid visar även vissa domstolsbeslut att det går framåt med att hjälpa återvändande flyktingar. Restaureringsfonder för serberna har även inrättats. Dessa framsteg är dock ändå små i jämförelse med problemens storlek. Serberna stöter på diskriminering på arbetsmarknaden och när de försöker åstadkomma sina sociala rättigheter och det rapporteras fortfarande om att de utsätts för våldsbrott.
På grund av situationen väljer fortfarande en del serber i exil att inte återvända. I Serbien finns det år 2005 140 000 registrerade flyktingar från Kroatien med olöst status. Dessutom finns det 13 000 anmälningar om husåteruppbyggnader som ligger olösta hos de kroatiska myndigheterna . Problemet bottnar i att det i många hus flyttat in kroater som i sin tur fått fly från sina hem i Bosnien-Hercegovina, och den kroatiska lagen understödjer hellre dem än serberna.
År 2006 hade en tredjedel av de fördrivna serberna återvänt medan majoriteten fortfarande lever i andra länder . De flesta som återvänt är äldre personer från mindre byar. Endast en liten del har återvänt till de större städerna .
Över 200 serbiska byar som drabbades i kriget har fortfarande inte elektricitet .

## Språk

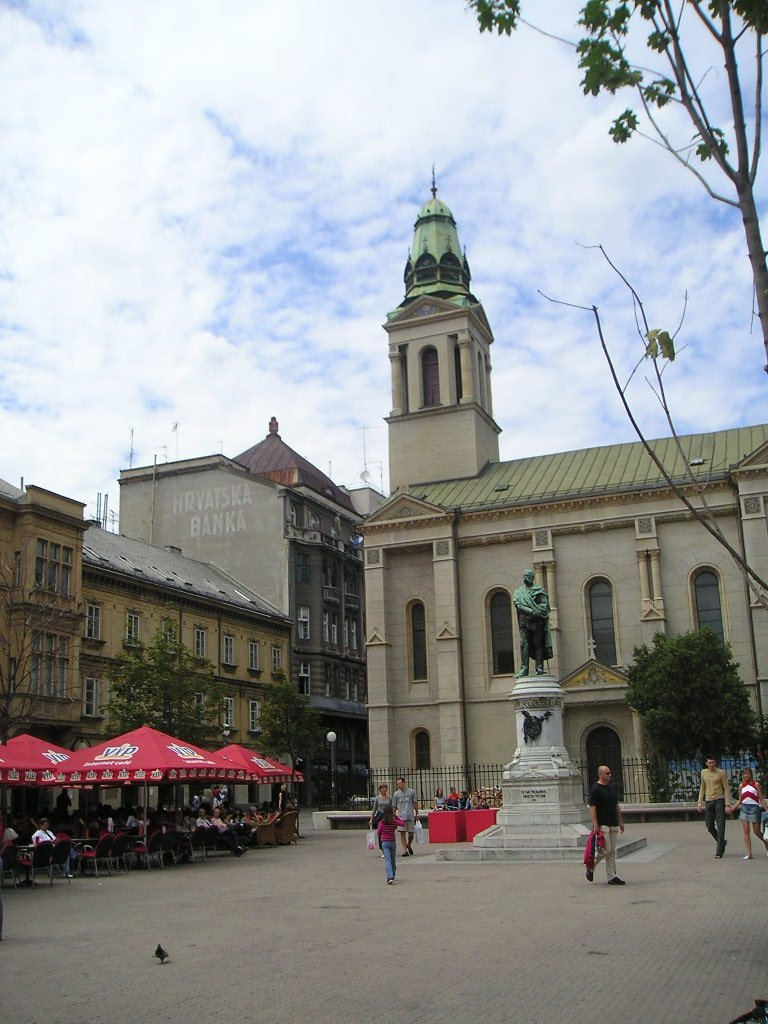
Serbisk-ortodox kyrka i centrala Zagreb

En majoritet av de som tillhör den serbiska folkgruppen i Kroatien talar neo-štokavisk dialekt av serbiska/kroatiska med ijekaviskt uttal, med undantag för östra Slavonien, Baranja och Srijem där det ekaviska uttalet är dominerande. Genom Erdutavtalet fick serbiska skolbarn i östra Kroatien rätt till undervisning på serbiska och med kyrillisk skrift.

## Religion
Se även: Serbisk-ortodoxa kyrkan
Den dominerande religionen är serbisk-ortodox kristendom. Förutom de medeltida ortodoxa klostren finns det i Kroatien också en större mängd ortodoxa kyrkor. Många kyrkor skadades under kriget och långt ifrån alla är återställda.
Det finns också en mindre andel ateister[källa behövs].

## Kända personer

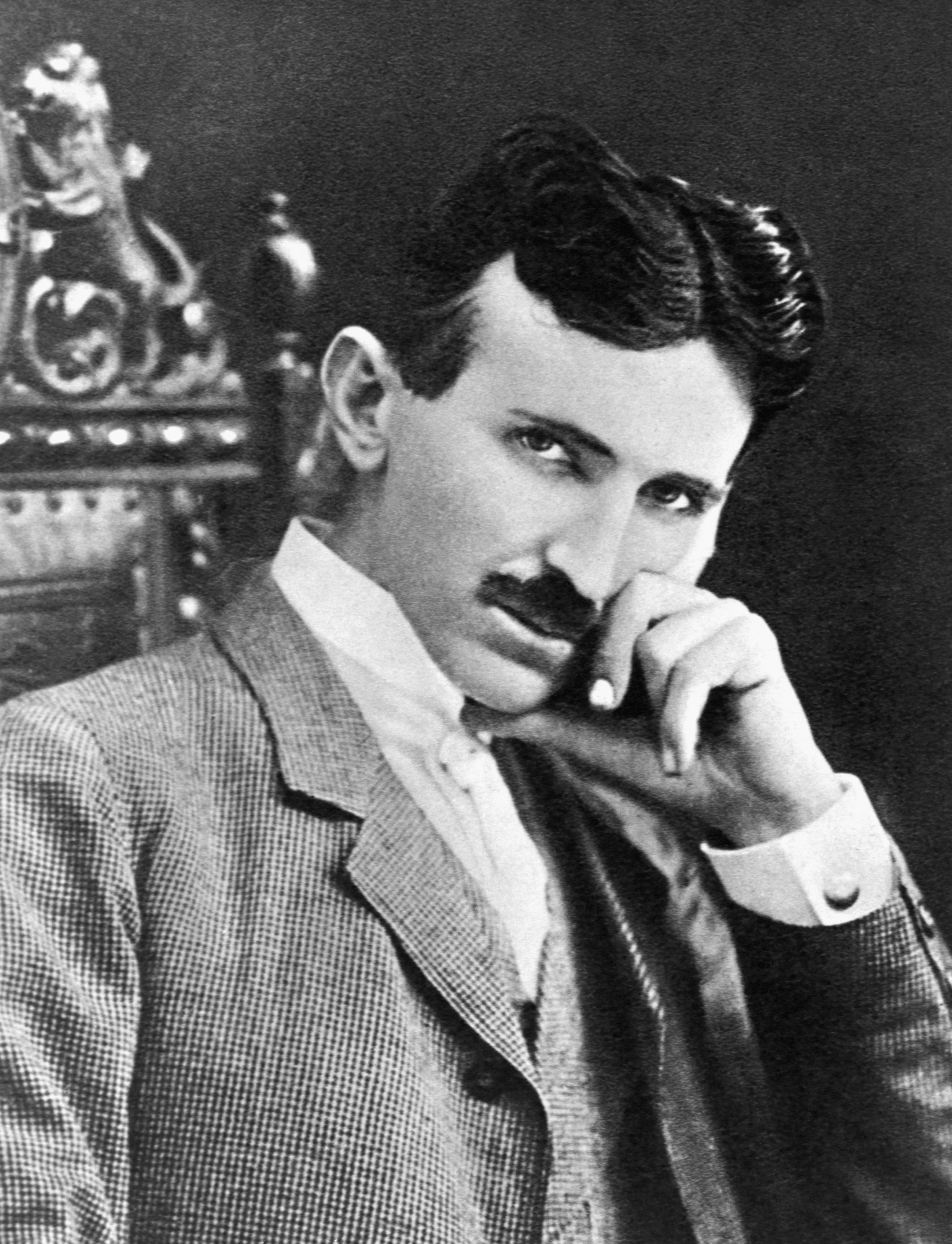
Nikola Tesla, kroatienserbisk vetenskapsman föddes i byn Smiljan i Lika.

Det finns en hel del kända serber från dagens Kroatien. Några av dem är:
- Nikola Tesla, vetenskapsman
- Svetozar Borojević von Bojna, militär
- Jovanka Broz, Josip Broz Titos fru
- Jelena Dokić, tennisspelare
- Jovan Karamata, matematiker
- Siniša Mihajlović, fotbollsspelare
- Milutin Milanković, geofysiker
- Svetozar Pribićević, politiker
- Dado Pršo, fotbollsspelare[41]
- Josif Runjanin, kompositör, skrev kroatiska nationalsången
- Rade Šerbedžija, skådespelare
- Predrag Stojaković, basketspelare